# Partia Demokratyczna (Tadżykistan)
Partia Demokratyczna (tadż. Hizbi Demokrati) – partia polityczna w Tadżykistanie. W ostatnich wyborach parlamentarnych w 2005 roku partia nie przekroczyła progu zaporowego i nie dostała się do parlamentu.
Partia zbojkotowała wybory prezydenckie w 2006 roku, które wygrał Emomali Rachmonow.